# Os Burgueses
Os Burgueses foram uma dupla de estilistas de moda portugueses, formada em 2009 pelos designers de moda Pedro Eleutério e Mia Lourenço, cuja parceria terminou em Fevereiro de 2014.

## Histórico
Pedro Eleutério (Lisboa, 21 de Março de 1985) e Mia Lourenço (Lisboa, 12 de Novembro de 1985) são licenciados em Design de Moda pela Faculdade de Arquitectura da Universidade Técnica de Lisboa.
Em Setembro de 2009, fundam - Os Burgueses - um projeto de criação de roupa de moda de autor. O projecto nasceu no seio da Associação de Artistas ARTinPARK, sito no Spázio Dual, ex.stand da Alfa Romeo, na Avenida da República, em Lisboa, com a cedência de um espaço para instalação do atelier.
Em 2009 Os Burgueses começaram por organizar os seus próprios desfiles no espaço Spázio Dual e em 2011 estreiam-se na ModaLisboa.
Durante os cinco anos de trabalho como dupla criativa (2009 a 2014), destacaram-se na moda portuguesa, tendo apresentado dez coleções, participado em vários eventos de moda, nomeadamente guarda roupa para filmes, tendo sido o seu trabalho premiado.
Pedro Eleutério e Mia Lourenço, desde fevereiro de 2014, após o fim de Os Burgueses, seguem percursos profissionais independentes.

## Coleções e eventos realizados
Coleções

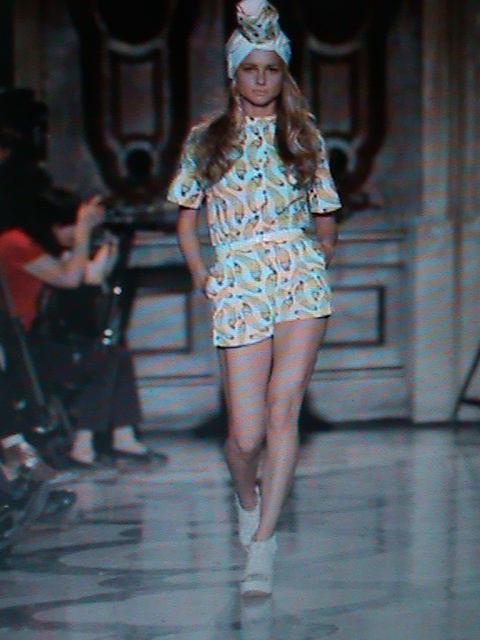
Os Burgueses - Lisbon Fashion Week - Out -2013

Em 3 de Dezembro de 2009 apresentaram a primeira coleção, Primavera-Verão 2010, no Spázio Dual, no Stand da Alfa Romeo, em Lisboa. Neste espaço ainda apresentaram as coleções seguintes Outono-Inverno 2010 e Primavera-Verão 2011 após os quais recebem o convite de Eduarda Abbondanza para desfilarem na ModaLisboa.
Fazem a sua estreia na ModaLisboa na 36º edição, em Março de 2011 com a coleção Outono-Inverno 2011.
Abrem a ModaLisboa na 37º Edição, com a coleção Primavera-Verão 2012.
Em Julho de 2013 desfilam na Berlim Fashion Week.
Realizam o último desfile na ModaLisboa na 41º edição, em Outubro de 2013, com a coleção Primavera-Verão de 2014.
Outros trabalhos e eventos de moda
- Cláudia Vieira veste vestido[12] de Os Burgueses na final do concurso da SIC dos Ídolos 2010 em Albufeira a 31 de dezembro de 2010.

- Embaixadores da NOKIA ARTS,[13] conjuntamente com o Chef Chakall e o músico Nuno Gonçalves (The Gift), na exposição fotográfica de lançamento do NOKIA N8.

- Helena Laureano, a 15 de setembro de 2011, veste vestido[14] de Os Burgueses na apresentação da Telenovela da SIC, Rosa Fogo

- Guarda Roupa das artistas Selma Uamusse e Marta Ren da banda Movimento (2011).

- Guarda Roupa para o Ritz Club em 2012.[15]

- Criam a nova imagem do Galaxy Gear da Marca Samsung, lançada no ModaLisboa na 41º edição, em Outubro de 2013[16]

Cinema
- 2011 - Guarda Roupa do Filme RPG de Tino Navarro (2011).[carece de fontes?]

- 2012 - Cedência de peças para o guarda roupa  do filme O que as Mulherem Querem (TVI) [17] (Estreia 2012)

- 2013 - Guarda Roupa para o filme Os Gatos não têm vertigens de António-Pedro Vasconcelos (Estreia 2014)[carece de fontes?]

## Prémios e distinções

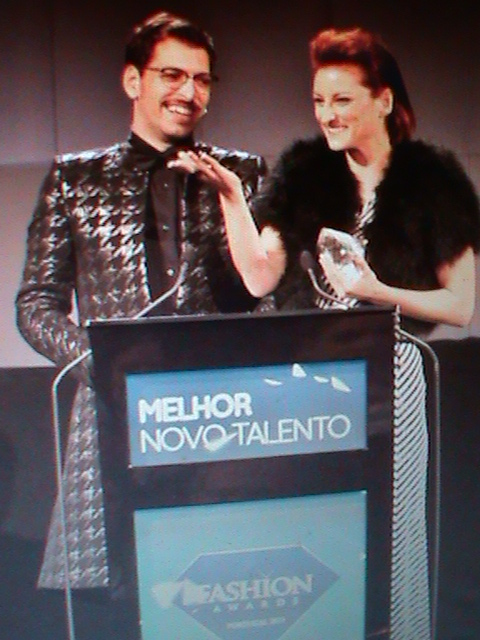
Os Burgueses - Fashion Awards Portugal 2011

- 2011 - Prémio Fashion Awards Portugal 2011 na categoria "Melhor Novo Talento"[18][19]

- 2012 - Nomeados para os Globos de Ouro de 2012 na categoria Melhor Estilista.[20]